# Schwerstedt (bei Straußfurt)

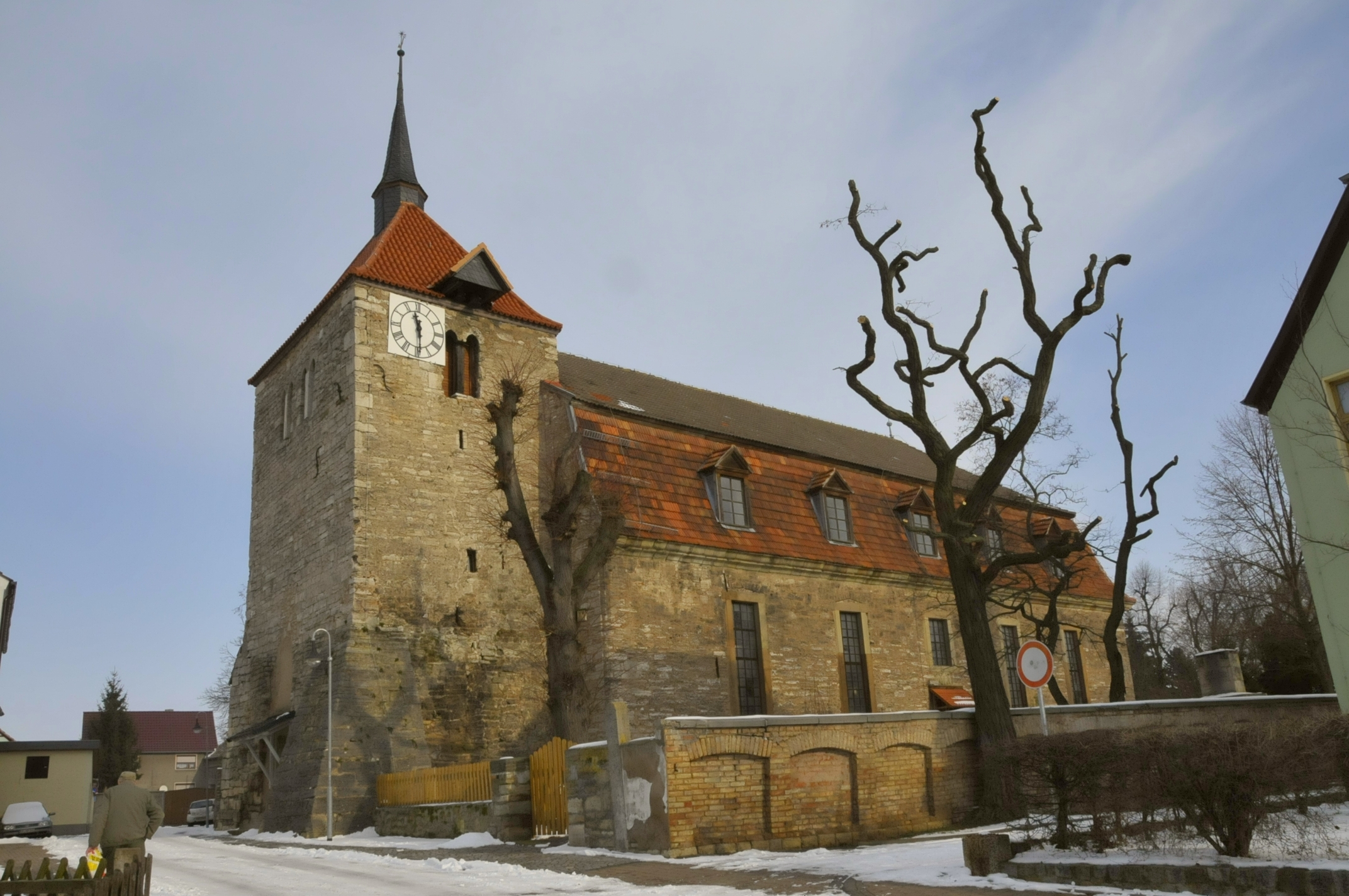
Dorfkirche

Schwerstedt ist eine Gemeinde im Landkreis Sömmerda in Thüringen. Sie gehört der Verwaltungsgemeinschaft Straußfurt an, die ihren Verwaltungssitz in der Gemeinde Straußfurt hat.

## Geografie
Schwerstedt liegt zwischen Bad Tennstedt und Straußfurt. Zu beiden Orten beträgt die Entfernung etwa 5 km. Durch den Ort fließt der Bach Öde, der südöstlich der Ortslage in den Mittelgraben mündet, der sich wiederum nach rund 2 km im Rückhaltebecken Straußfurt mit der Unstrut vereinigt.
Westlich der Ortslage verläuft die Grenze zum Unstrut-Hainich-Kreis mit der Ortschaft Ballhausen.

## Geschichte
Zu Beginn des 9. Jahrhunderts wird Schwerstedt in einem Verzeichnis der Güter des vom Erzbischof Lullus († 786) von Mainz erbauten Klosters Hersfeld als Suegerstede erwähnt. Der Ort gehörte bis 1815 zum kursächsischen Amt Weißensee. Durch die Beschlüsse des Wiener Kongresses kam er zu Preußen und wurde 1816 dem Landkreis Weißensee im Regierungsbezirk Erfurt der Provinz Sachsen zugeteilt, zu dem er bis 1944 gehörte.
Südöstlich von Schwerstedt lag das Rittergut Stödten. Bis 1928 existierte es als selbständiger Gutsbezirk und wurde 1928 im Zuge der Auflösung der Gutsbezirke in Preußen mit der Gemeinde Schwerstedt vereinigt. Das Rittergut wurde zur Zeit der DDR in den 1950er Jahren restlos beseitigt, seine Ländereien vom Hochwasserrückhaltebecken Straußfurt überflutet.

## Politik

### Gemeinderat
Der Gemeinderat aus Schwerstedt setzt sich nach der letzten Wahl am 25. Mai 2014 aus 8 Ratsfrauen und Ratsherren (7× FDP und 1× Die Linke) zusammen.

### Bürgermeister
Der ehrenamtliche Bürgermeister Thomas Wagner wurde am 19. Juni 2016 gewählt.

## Kultur und Sehenswürdigkeiten
Die Kirche St. Trinitatis von Schwerstedt wurde Anfang des 18. Jahrhunderts gebaut und ist sehr geräumig mit einem großen Chorraum. Das Kirchenschiff ist innen weiß verputzt bzw. gestrichen und mit vergoldeten Rokoko-Ornamenten verziert. Der Kanzelbau stammt aus der Zeit um 1793 und das Taufgestell aus der Zeit um 1600. Die Kirchengemeinde gehört zum Kirchenkreis Eisleben-Sömmerda der Evangelischen Kirche in Mitteldeutschland.

## Verkehr
Der Haltepunkt Schwerstedt (Unstrut) lag an der Bahnstrecke Ballstädt–Straußfurt. Die Strecke ist seit 1999 stillgelegt.
Über die L 2165 ist Schwerstedt mit der im Süden zwischen Straußfurt und Gebesee verlaufenden B 4 verbunden. Im Norden der Ortslage mündet die L 2165 in die zwischen Bad Tennstedt und Straußfurt verlaufende L 3176.

## Persönlichkeiten
- Gustav Lange (1830–1889), Komponist

## Sonstiges
Während des Zweiten Weltkriegs waren in Schwerstedt polnische Zwangsarbeiter eingesetzt. Die genaue Anzahl ist bisher unbekannt.